# Dwór w Kamionej
Dwór w Kamionej – zabytkowy dwór wybudowany w  XVIII w., w miejscowości  Kamiona - wsi w Polsce, w województwie dolnośląskim, w powiecie głogowskim, w gminie Żukowice.

## Historia
Zabytek jest częścią zespołu dworskiego, w skład którego wchodzi jeszcze park.